# Marinemobius
Marinemobius is een geslacht van rechtvleugeligen uit de familie krekels (Gryllidae). De wetenschappelijke naam van dit geslacht is voor het eerst geldig gepubliceerd in 1985 door Gorochov.

## Soorten
Het geslacht Marinemobius  is monotypisch en omvat slechts de volgende soort:
- Marinemobius asahinai (Yamasaki, 1979)